# Henry II. Sinclair
Henry II. Sinclair (* um 1375; † 1420) war ein norwegisch-schottischer Adliger und Jarl von Orkney.

## Herkunft und Erbe
Henry Sinclair entstammte der schottischen Adelsfamilie Sinclair. Er war der älteste Sohn von Henry Sinclair, Jarl von Orkney und von dessen Frau Jean Harliburton. Sein Vater war ein schottischer Baron mit Besitzungen in Midlothian und in weiteren Teilen von Zentral- und Südschottland. Als Miterbe von Malise, 8. Earl of Strathearn war er 1379 vom norwegischen König Håkon VI. von Norwegen zum Earl of Orkney erhoben worden. Nach seinem Tod 1400 fiel Orkney jedoch nicht sofort an seinen Sohn Henry. Stattdessen übernahm dessen Großmutter Isabelle, eine der Töchter von Jarl Malise, die Herrschaft auf der nordschottischen Inselgruppe, die zu dieser Zeit unter norwegischer Oberherrschaft stand. Isabella hatte ihre vier Schwestern und auch deren Kinder überlebt, und möglicherweise übernahm sie die Herrschaft auf Orkney im Einklang mit dem norwegischen Recht. Henry führte zwar nach dem Tod seines Vaters den Titel Jarl von Orkney, doch wohl aufgrund der Regentschaft seiner Großmutter spielte er auf den Inseln kaum eine Rolle. Womöglich reiste er nie zu seinem norwegischen Oberherrn und wurde nie offiziell als Jarl von Orkney eingesetzt.

## Tätigkeit als schottischer Adliger
Anstatt auf Orkney lebte Henry Sinclair wahrscheinlich ab den 1390er Jahren auf Roslin Castle in Midlothian, dem alten Sitz der Familie. Er nahm am 14. September 1402 an der Schlacht von Homildon Hill teil und gehörte dabei zu den zahlreichen Schotten, die von den siegreichen Engländern gefangen genommen wurden. Er wurde aber offenbar rasch gegen Zahlung eines Lösegelds freigelassen. Nach der Schlacht bestand in Lothian ein Machtvakuum, das Sinclair dank seines eigenen Grundbesitzes und durch die Kontakte zur Familie Douglas, der Familie seiner Frau ausnutzen wollte. Seine Frau Egidia Douglas war eine Enkelin von König Robert II., und Sinclair hatte bald zunehmend Einfluss am Hof von Robert III. Ab August 1404 bezeugte er zahlreiche königliche Urkunden. 1405 führte er schottische Truppen nach Berwick, um den Earl of Northumberland bei dessen vergeblichen Revolte gegen den englischen König Heinrich IV. zu unterstützen. Anschließend wurde Sinclair mit der Beaufsichtigung der Erziehung von James, dem jungen Sohn von Robert III. betraut. Zusammen mit dem Prinz war er auf dem Weg nach Frankreich, als ihr Schiff am 22. März 1406 von englischen Piraten gekapert wurde. In den nächsten Jahren war Sinclair zwar nicht andauernd in Gefangenschaft, doch häufig in England.

## Übernahme der Herrschaft auf Orkney
1416 wurde Sinclair schließlich von den Engländern mit zwanzig Begleitern freies Geleit nach Schottland gewährt. Wahrscheinlich war seine Großmutter Isabella gestorben, und Sinclair übernahm zusammen mit seinem Bruder John die Verwaltung seiner nordschottischen Besitzungen. Am 21. September 1418 erhielt sein Bruder John Sinclair die Shetland-Inseln vom norwegischen König als lebenslanges Lehen, wodurch er Foud wurde. Dies belegt, dass die Sinclairs die Kontrolle über die Shetland-Inseln gewonnen hatten. Henry Sinclair starb 1420, vermutlich an Keuchhusten.

## Nachkommen und Erbe
Mit seiner Frau Egidia Douglas, einer Tochter von James Douglas, 2. Earl of Douglas und dessen Frau Isabella Stewart, hatte Sinclair mindestens zwei Kinder:
- William Sinclair, Jarl von Orkney (nach 1407–1480)
- Beatrice Sinclair († 1463) ⚭ James Douglas, 7. Earl of Douglas

Sein Erbe wurde sein minderjähriger Sohn William Sinclair. Am 11. Dezember 1416 hatte Henry Sinclair in seinem Testament seinen Schwager David Menzies of Weem zum Erzieher seines Erben und zum Verwalter seiner Besitzungen auf Orkney ernannt, bis sein Erbe volljährig wurde.